# Unieruchamianie komórek
Unieruchamianie komórek, immobilizacja komórek – umieszczenie komórek wykazujących aktywność katalityczną i żywotność w określonej, ograniczonej przestrzeni w celu przeprowadzenia biokatalizy w sposób wielokrotny. Komórki te mają częściowo lub całkowicie ograniczony swobodny ruch, a jednocześnie dostęp do składników odżywczych i możliwość odpływu produktów przemiany. Unieruchomienie komórek stanowi alternatywę dla unieruchomienia enzymów.

## Rys historyczny
Unieruchamianie enzymów w celach przemysłowych zapoczątkowano w latach 60. XX w. W latach 70. i 80. intensywnie rozwijano nowe metody. Pierwsze zastosowane unieruchomionych komórek w przemyśle miało miejsce znacznie wcześniej. Już w 1820 r. produkowano ocet metodą Schützenbacha (ociekową), w której etanol przepływał przez złoża wiórów bukowych z zaadsorbowanymi komórkami bakterii kwasu octowego.

## Cechy unieruchomionych komórek
Unieruchomione komórki mogą być wykorzystywane w procesach ciągłych bądź wielokrotnie w procesach okresowych – nie są wymywane z bioreaktora. Do innych zalet immobilizacji w porównaniu z procesami wykorzystującymi wolne komórki należy:
- możliwość prowadzenia hodowli o dużej gęstości komórek (wyższa produktywność)
- lepsze wykorzystanie substratu (wyższa wydajność)
- ograniczenie ryzyka zakażenia mikrobiologicznego
- większa odporność mikroorganizmów na zmiany warunków otoczenia jak pH, temperatura, obecność toksyn, wahania stężenia substancji pokarmowych
- ochrona przed stresem wywołanym mieszaniem mechanicznym lub napowietrzaniem
- stabilność i intensyfikacja procesów biochemicznych pozwalająca na długotrwałe użycie biokatalizatora, a przez to zmniejszenie pracochłonności i kosztów.

W porównaniu z unieruchomionymi enzymami nie wymagają kosztownego oczyszczania enzymów i ich izolacji. Ponadto niektóre enzymy mogą wykazywać mniejszą aktywność, gdy nie są związane ze strukturami komórkowymi.
Do wad komórek immobilizowanych należą:
- możliwość degeneracji szczepu przez długotrwałe wykorzystywanie tych samych komórek
- nie zawsze efektywna dyfuzja produktów i substratów
- możliwe wymywanie komórek z nośnika.

## Dobór komórek
Dobór odpowiednich komórek do unieruchomienia w celu produkcji odpowiednich ilości pożądanego enzymu i sprawnej biotransformacji wymaga znajomości mechanizmów sterowania w nich jego syntezą i aktywnością. Szczepy przeznaczone do unieruchomienia mogą być uprzednio doskonalone lub poddane manipulacjom genetycznym. Istotne są odpowiednio dobrane warunki hodowli. 

## Metody immobilizacji komórek
Zazwyczaj wyróżnia się unieruchamianie bez nośnika, unieruchamianie na powierzchni nośnika oraz unieruchamianie wewnątrz nośnika.

### Unieruchamianie bez nośnika
Unieruchamianie bez nośnika może polegać na samoagregacji lub indukowanej flokulacji. Samoagregacja polega na wydzielaniu związków, które umożliwiają komórkom wzrost w postaci granulek lub kłaczków. Jeśli manipuluje się różnymi czynnikami wpływającymi na tworzenie takich skupisk (pH, temperatura, dodawanie polielektrolitów), to jest to tzw. indukowana flokulacja. Dodatkowo komórki mogą wykazywać sieciowanie przestrzenne, co zwiększa trwałość, ale może zmniejszać aktywność komórek i utrudniać dostęp substratów.

### Unieruchamianie na powierzchni nośnika
Wiele mikroorganizmów naturalnie wykazuje zdolność do przylegania do różnych powierzchni, ponieważ w naturalnym środowisku często w pobliżu takich powierzchni znajduje się więcej substancji odżywczych, co daje takim komórkom przewagę. Unieruchamianie na powierzchni nośnika wykorzystuje tę zdolność, ewentualnie po dodaniu dodatkowego czynnika chemicznego (np. aldehydu glutarowego).
Wykorzystuje się tu adsorpcję i adhezję oparte na wiązaniach jonowych, wodorowych, oddziaływaniach elektrostatycznych, hydrofobowych, van der Waalsa, oraz wiązania kowalencyjne. Jako nośniki stosowane są m.in. skały wulkaniczne (pumeks), szkło porowate, pochodne celulozy, gluten, owoce, bawełna, żywice jonowymienne. Do wad metody należy względnie niskie stężenie biomasy na jednostkę objętości bioreaktora oraz szczególna wrażliwość na zmianę warunków środowiska (np. nadmierna zmiana pH może spowodować odklejanie się komórek).

### Unieruchamianie wewnątrz nośnika
Unieruchamianie wewnątrz nośnika polega na więzieniu komórek w materiałach włóknistych lub porowatych. Można stosować tzw. pułapkowanie (inkluzję) polegające na unieruchamianiu w matrycy żelu (zwykle w formie kuleczek o średnicy 0,3–3 mm). Jako nośnik zazwyczaj stosuje się alginian, poza tym chitozan, agar, pektynę, poliakryloamid, żywice epoksydowe. Jest to metoda najczęściej stosowana w biotechnologii.
Inną metodą jest wykorzystanie półprzepuszczalnych membran, które zapobiegają ucieczce komórek, biokatalizatorów z nośnika, a jednocześnie umożliwiają przepływ małocząsteczkowych produktów i substratów. Biokatalizatory są zamykane we wnętrzu kapsułki imitującej naturalne błony biologiczne (mikrokapsułkowanie) lub są oddzielane od środowiska przegrodą membranową stanowiącą płaską „folię” lub kapilarę. W pierwszym przypadku stosuje się membrany nylonowe, silikonowe, liposomowe, pochodne celulozy; w drugim – przegrody polimerowe z polichlorku winylu czy polipropylenu. Taki sposób immobilizacji rzadko wykorzystuje się do komórek, częściej do enzymów.

### Cechy nośników
Nośniki powinny wykazywać odpowiednią trwałość, możliwość regeneracji, być dostępne, niedrogie i proste w użyciu. Obecność pewnych grup funkcyjnych może dodatkowo wpływać na przyleganie komórek bądź białek do ich powierzchni. Nie mogą wykazywać toksyczności wobec unieruchamianych komórek.

## Zastosowanie unieruchamiania komórek
Unieruchamianie komórek może być stosowane w różnych procesach biotechnologicznych, m.in. w przemyśle spożywczym (np. unieruchomione kultury bakterii mlekowych, pułapkowane drożdże w szampanizacji), bioremediacji, badaniu biozgodności – cytotoksyczności. Przeprowadzane są badania nad zastosowaniem unieruchomionych komórek w medycynie, do wspomagania chorej tkanki lub narządów, podawania w taki sposób leków. Przykładowo kapsułkowanie wysepek Langerhansa produkujących insulinę można wykorzystać do stworzenia „sztucznej trzustki”, która mogłaby być wszczepiana cukrzykom niewytwarzającym insuliny lub wytwarzającym ją w niewystarczających ilościach. Takie kapsułki umożliwiałyby swobodny dopływ tlenu i substancji odżywczych do środka, odpływ produktów przemiany materii na zewnątrz, a jednocześnie stanowiłyby barierę przed przeciwciałami. W ten sposób nie byłoby konieczności stosowania leków immunosupresyjnych.